# Argyrophis fuscus
Espèce
Synonymes
- Opthalmidion fuscum Duméril in Duméril & Duméril, 1851
- Typhlops fuscus (Duméril in Duméril & Duméril, 1851)
- Asiatyphlops fuscus (Duméril in Duméril & Duméril, 1851)

Argyrophis fuscus est une espèce de serpents de la famille des Typhlopidae.

## Répartition
Cette espèce est endémique de l'île de Java en Indonésie.

## Taxinomie
Le statut de cette espèce a été discuté mais Pyron et Wallach en 2014 confirment qu'il s'agit d'une espèce valide.

## Publication originale
- Duméril & Duméril, 1851 : Catalogue méthodique de la collection des reptiles du Muséum d'Histoire Naturelle de Paris. Gide et Baudry/Roret, Paris, p. 1-224 (texte intégral).